# Municipio de Chandler (Dakota del Norte)
El municipio de Chandler (en inglés: Chandler Township) es un municipio ubicado en el condado de Adams en el estado estadounidense de Dakota del Norte. En el año 2010 tenía una población de 13 habitantes y una densidad poblacional de 0,14 personas por km².

## Geografía
El municipio de Chandler se encuentra ubicado en las coordenadas 46°10′10″N 102°25′29″O / 46.16944, -102.42472. Según la Oficina del Censo de los Estados Unidos, el municipio tiene una superficie total de 93.3 km², de la cual 93,26 km² corresponden a tierra firme y (0,05 %) 0,04 km² es agua.

## Demografía
Según el censo de 2010, había 13 personas residiendo en el municipio de Chandler. La densidad de población era de 0,14 hab./km². De los 13 habitantes, el municipio de Chandler estaba compuesto por el 100 % blancos. Del total de la población el 0 % eran hispanos o latinos de cualquier raza.